# Ozuluama de Mascareñas
Ozuluama de Mascareñas es una localidad del estado mexicano de Veracruz. Es cabecera del municipio de Ozuluama de Mascareñas.

## Demografía
| Censo | Población |
| ----- | --------- |
| 1900  | 2 120     |
| 1910  | 2 851     |
| 1921  | 1 408     |
| 1930  | 1 557     |
| 1940  | 1 916     |
| 1950  | 1 833     |
| 1960  | 2 430     |
| 1970  | 2 851     |
| 1980  | 2 168     |
| 1990  | 3 233     |
| 1995  | 3 439     |
| 2000  | 3 654     |
| 2005  | 4 062     |
| 2010  | 4 225     |
| 2020  | 4 317     |